# 股票上市
股票上市指发行人已发行的股票依照法定条件和程序，在证券交易所公开挂牌交易的法律行为。
股票上市行为与股票发行行为不同，已发行的股票必须经过股票上市行为才能进入证券交易所公开交易；可以说，股票上市行为是连接股票发行市场与交易市场的桥梁。因此，公开发行股票的股份有限公司并不都是上市公司，只有其股票经申请上市并被批准后才可以成为上市公司，其股票才可公开、自由地在证券交易所买卖。

## 外部連結
- 流言終結者 #31 ─「股票上市創業就成功了…」 （页面存档备份，存于）